# Pala
Pala er en by i Tchad og er hovedbyen i regionen Mayo-Kebbi Ouest.